# Affrontement de Menka
Crise anglophone au Cameroun
Batailles
- Batibo
- Menka
- Ekona Mbenge
- Ndop
- Wum
- Nkwen
- Opération Free Bafut
- Opération Bamenda Clean
- Opération Bui Clean
- Bamessing
- Njitapon
- Bambui
- Kumbo

- Ekondo-Titi
- Course de l'espoir
- Nkambé

- Ngarbuh
- Kumba
- Mautu
- Ekondo-Titi
- Obonyi II
- Missong
- Akwaya
- Bakinjaw
- Bamenda
- Egbekaw
- Bamenyam

L'affrontement de Menka a lieu le 25 mai 2018 lors de la crise anglophone au Cameroun.

## Contexte
En 2018, les combats entre l'armée camerounaise et des groupes séparatistes deviennent quasi quotidiens dans les régions anglophones du Nord-Ouest et du Sud-Ouest du Cameroun, tout comme les enlèvements de Camerounais et d'étrangers. La même année, selon l'International Crisis Group (ICG), « au moins 120 » civils et « au moins 43 » membres des forces de sécurité ont été tués.

## Déroulement
Selon le ministre de la Communication et porte-parole du gouvernement, Issa Tchiroma Bakary, le 25 mai 2018, 30 militaires et policiers mènent une « opération spéciale » pour déloger des « assaillants » qui s'étaient emparés d'un motel à Menka. Il affirme que « 15 otages » se trouvaient dans le bâtiment et cinq d'entre eux sont tués « par les terroristes » après que les forces camerounaises les ont « sommés » de se rendre et de libérer leurs otages.
Selon le colonel Didier Badjeck, porte-parole du ministère de la Défense, après l'intervention de l'armée pour encercler l'hôtel, « un guetteur a donné l’alerte (aux occupants de l’hôtel), ce qui a donné lieu à de longs échanges de tirs pendant plusieurs minutes ».

### Polémique
Le mouvement séparatiste dément la version officielle des événements. Leur porte-parole affirme « nos combattants ne logent pas dans des hôtels », ajoutant qu'à aucun moment le gouvernement n'a présenté les armes qu'il prétend avoir saisies sur place. Un militant des droits de l'homme basé dans la région s'étonne que les armes n'aient pas été présentées et affirme que les personnes retranchées dans l'hôtel n'étaient pas des séparatistes, mais des criminels.

## Pertes
Selon un bilan officiel du gouvernement camerounais, 32 personnes dont cinq « otages » sont tuées. Le 28 mai 2018, Issa Tchiroma Bakary déclare à la presse que « 27 terroristes [ont été] neutralisés ». Il ajoute que « cinq fusils à pompe en service seulement dans les unités spéciales ont été saisis, ainsi que dix-sept armes de guerre et dix armes de chasse, avec plus de 2 000 munitions, une trentaine de tenues militaires et cinq bérets qui appartenaient aux gendarmes et policiers froidement assassinés par ces mêmes terroristes à Bali, Belo et Batibo ».

## Réactions nationales

### Opposition
Les images des morts à Menka font le tour des réseaux sociaux, provoquant l'indignation des politiciens camerounais et des activistes des droits de l'homme. Selon le leader de l'opposition John Fru Ndi, qui s'est rendu à Menka le 26 mai, des « civils » figurent parmi les victimes. Un député de son parti, Nji Tumasang, affirme à l'AFP que trois autres personnes, dont un membre présumé du groupe du motel et un conducteur de moto-taxi, ont été arrêtées dans un hôpital du village voisin de Buchi et exécutées par des militaires.

### Vidéographie
- [vidéo] Cameroun : Enquête à Menka, après le massacre de 32 personnes dans un accrochage avec l'armée, France 24, 5 juin 2018